# スロボダ・ウクライナ・ハイダマーカ・キーシュ
スロボダ・ウクライナ・ハイダマーカ・キーシュ(ウクライナ語:Гайдамацький кіш Слобідської Україниハイダマーツィクィイ・キーシュ・スロビーツィコイィ・ウクライィーヌィ)は、ウクライナ人民共和国軍の構成部隊である。1917年12月にシモン・ペトリューラによって編成され、彼が部隊司令官であるオタマーンに任官した。「キーシュ」とはウクライナ・コサック式の軍部隊単位で、ザポロージャ・シーチの中枢機関の名称である。司令官の称号がオタマーンであるのも、ザポロージャ・シーチのキーシュの長の称号が「キーシュのオタマーン」であったことに因む。「スロボダ・ウクライナ」とはウクライナ人民共和国の行政区画でスームィを中心に構成されたスロビードシュチナのことで、それと同じ地域を指した歴史的名称に因んでおり、「自由なウクライナ」という意味である。通称として「ハイダマーカ隊（ハイダマークィ）」と呼ばれた。

## 概要
キーシュは、「赤いハイダマーカ隊」("Червоні гайдамаки"チェルヴォーニ・ハイダマークィ)と「黒いハイダマーカ隊」("Чорні гайдамаки"チョールニ・ハイダマークィ)の2 個クリーニおよび1 個騎兵オタマーン・ソートニャ(Кінна отаманська сотня)、1 個砲兵大隊からなっていた。部隊の大半は義勇兵からなっており、その内訳はとくにキエフ軍事学校の下士官やコサックであった。「黒いハイダマーカ隊」は、第2歩兵少年学校の生徒によるウクライナ軍への志願者から構成された。一方、「赤いハイダマーカ隊」は旧ロシア帝国軍将校からの転向者ならびにキエフ軍事学校生徒の志願者から構成された。
1917年12月にソヴィエト・ロシアがウクライナ領内に侵攻すると、急遽編成されたキーシュは1918年初頭のボリシェヴィキ軍に対するキエフ防衛線で奮戦した。1918年3月、キーシュはヴォロディームィル・シケーヴィチ大佐を司令官に迎え、ハイダマーカ歩兵連隊(Гайдамацький піхотний полкハイダマーツィクィイ・ピホートヌィイ・ポールク)に拡大され、ザポリージャ集団に編入された。1918年6月には砲兵大隊と騎兵ソートニャ付きのハイダマーカ旅団(Гайдамацька бригадаハイダマーツィカ・ブルィハーダ)となり、司令官にオタマーン・オメリヤーン・ヴォーロフを迎えた。
1919年12月3日には、リューバルにてヴォーロフがウクライナ人民共和国に対する蜂起を起こし、国庫財務局を掌握した。彼は、ハイダマーカ旅団を率いてボリシェヴィキに走った。旅団はヴォルィーニ蜂起旅団(Волинська повстанська бригадаヴォルィーンスィカ・ポウスターンスィカ・ブルィハーダ)に改称し労農赤軍に組み込まれたが、のちに解隊された。